# KNI
KNI A/S ist ein staatlicher grönländischer Groß- und Einzelhandels- sowie Versorgungskonzern mit Sitz in Sisimiut. KNI steht für Kalaallit Niuerfiat („Handelsort der Grönländer“).

## Geschichte
KNI ist das Nachfolgeunternehmen von Den Kongelige Grønlandske Handel (KGH), der 1774 gegründet wurde, um den Handel und die Verwaltung der damaligen dänischen Kolonie wahrzunehmen. 1950 verlor der dänische Staat das Handelsmonopol über Grönland in Form des KGH und 1986 wurde das Unternehmen der grönländischen Regierung unterstellt und in Kalaallit Niuerfiat umgewandelt. 1993 wurde das Unternehmen in mehrere Einzelunternehmen aufgespalten und in das KNI-Konglomerat umgewandelt. 1997 wurden diese wiederum unter einer Dachgesellschaft vereinigt, wobei andere Teile verselbstständigt wurden, zum Beispiel die Royal Arctic Line, die seither kein Teil mehr von KNI ist.

## Organisation
Der Konzern besteht aus mehreren Geschäftsbereichen, die teils früher selbstständige Unternehmen waren. Dies sind die Ölversorgungsabteilung Polaroil, die Einzelhandelsabteilung Pilersuisoq, die Schlachterei Neqi und die Großhandelsabteilung KNI Engros. Daneben hat KNI zwei Tochterunternehmen: KNI Ejendomme und Akia Sisimiut.

### Polaroil
Polaroil ist der Ölversorger Grönlands. Das Unternehmen betreibt insgesamt 70 Öltankanlagen in allen Städten und Dörfern des Landes. Es ist hauptsächlich für die Versorgung von Gasöl, Kerosin, Petroleum und Benzin zuständig und gewährleistet zudem eine stabile Preislage in Grönland. Polaroil wurde 1950 unter dem Namen Det Grønlandske Olieselskab als Tochterunternehmen des KGH gegründet.

### Pilersuisoq
Pilersuisoq ist das staatliche Einzelhandelsunternehmen Grönlands. Es ist die Handelskette mit den meisten Filialen des Landes, die hauptsächlich in den Dörfern stehen und dort meist die einzige Warenversorgungsmöglichkeit darstellen. In den meisten Dörfern obliegt Pilersuisoq zudem die Hafenleitung und in einigen zudem der Bank-, Post- und Heliportbetrieb. Pilersuisoq wurde 1992 zusammen mit Pisiffik gegründet. Pisiffik deckt die Versorgung der größeren Städte ab, wurde aber 2001 privatisiert und damit aus KNI ausgegliedert.

### KNI Engros
KNI Engros ist für den grönländischen Großhandel zuständig, bei dem sämtliche Warengruppen an andere Unternehmen und Institutionen verkauft werden.

### Neqi
Das Schlachtereiunternehmens Neqi ist für die Produktion von Lammfleisch aus der südgrönländischen Schäfereiwirtschaft zuständig.

### KNI Ejendomme und Akia Sisimiut
KNI Ejendomme (100 % Besitzanteil) und Akia Sisimiut (82,5 % Besitzanteil) betreiben Wohnkomplexe in Sisimiut, die den Angestellten als Personalwohnungen dienen.

## Leitung
Quelle:

### Direktoren
- bis 1997: mehrere Direktoren für die einzelnen Teilbereiche
- 1997–2001: Keld Askær Sørensen
- 2001–2006: Gerhardt Petersen
- 2006–2007: Lars Møller-Sørensen und Frederik Olsen
- 2007–2011: Søren Mortensen
- 2011–2012: Lars Møller-Sørensen
- 2012–2013: Claus Jensen
- 2013–2021: Peter Grønvold Samuelsen
- 2021: Jan Lynge-Petersen
- seit 2021: Jeppe Jensen

### Aufsichtsratsvorsitzende
- 1992–1995: Aqqaluk Lynge
- 1995–1997: Jonathan Motzfeldt
- 1997–1999: Knud Sørensen
- 1999–2003: Anders Andreassen
- 2003–2005: Tønnes Berthelsen
- 2005–2006: Tage Lennert
- 2006–2009: Simon Olsen
- 2009–2013: Michael Skourup
- 2013–2018: Niels Thomsen
- 2018: Høgni Hansen
- 2018–2021: Lars Borris Pedersen
- 2021–2022: Svend Hardenberg
- seit 2022: Inger Eriksen